# Crescente Petrolífero Líbio
Crescente Petrolífero refere-se a uma região situada na costa central da Líbia, uma área que contém os maiores portos e campos de petróleo do país, estendendo-se de Ras Lanuf no leste do país até a cidade de Sirte no centro-norte e descendo ao sul até Jufra. A região é responsável por mais de 60 por cento da produção total de petróleo da Líbia.
A região está situada a bacia de Sirte, onde 80 por cento das reservas de petróleo da Líbia são encontradas. Nessa área também estão localizados os quatro importantes terminais petrolíferos, que incluem os portos de al-Sidra, Brega, Zueitina e Ras Lanuf.
Desde a deposição de Muammar Gaddafi, diversas facções rivais disputam o controle do Crescente Petrolífero, uma vez que o domínio sob os terminais petrolíferos resulta no controle do fluxo de exportações, que é responsável por 90 por cento das receitas de exportação da Líbia.